# Rothenseer Straße 2a (Magdeburg)

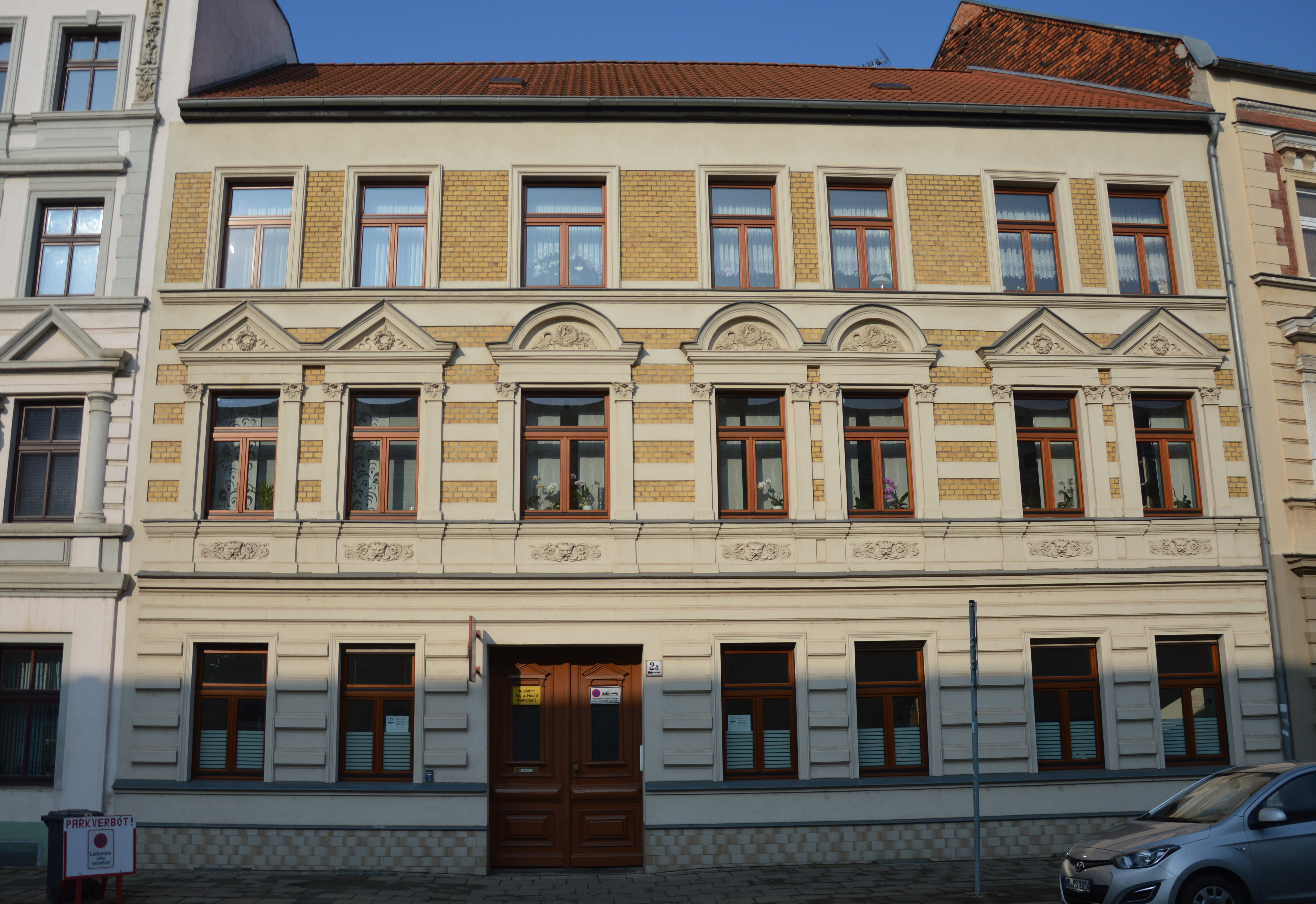
Wohnhaus Rothenseer Straße 2a

Das Haus Rothenseer Straße 2a ist ein denkmalgeschütztes Gebäude in Magdeburg in Sachsen-Anhalt.

## Lage
Es befindet sich im Magdeburger Stadtteil Alte Neustadt am südlichen Ende der Rothensseer Straße, auf deren Westseite. Südlich des Hauses steht das gleichfalls denkmalgeschützte Haus Rothenseer Straße 2, nördlich das Haus Rothenseer Straße 3.

## Architektur und Geschichte
Das repräsentative dreigeschossige Wohnhaus wurde etwa in der Zeit um 1880/1890 mit Stilelementen der Neorenaissance gebaut. Die siebenachsige Fassade des Ziegelbaus ist mit Putzelementen gegliedert und verfügt über feine Stuckdekor. Die Fenster der Beletage sind mit Fensterverdachungen versehen. Die Verdachungen der drei mittleren Achsen sind halbrund, die übrigen spitzgiebelig gestaltet.
Der Bau ist als Teil einer gründerzeitlichen Häuserzeile straßenbildprägend.
Im örtlichen Denkmalverzeichnis ist das Wohnhaus unter der Erfassungsnummer 094 81875 als Baudenkmal verzeichnet.